# 柏戸秀剛

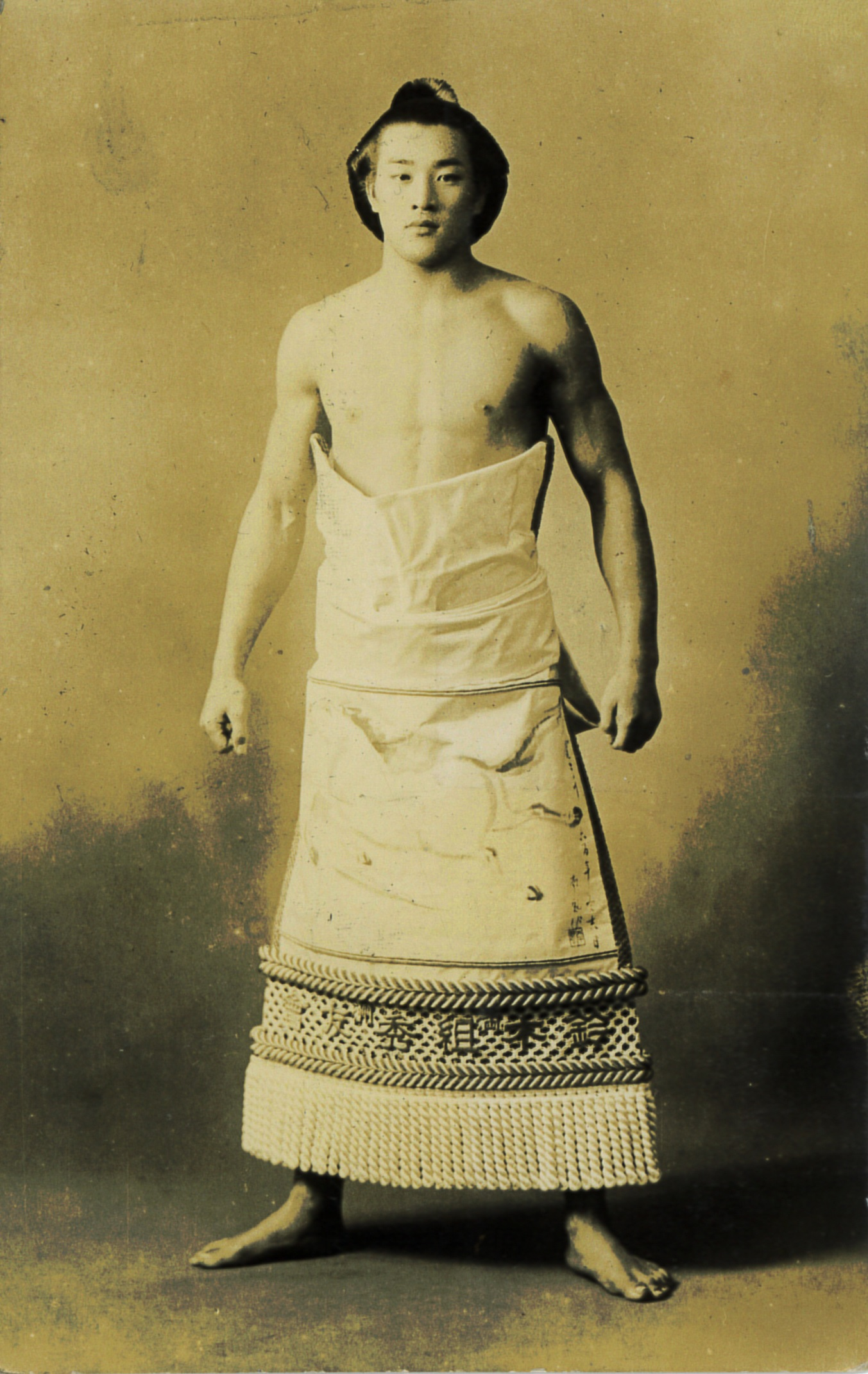
角界入りして間もない頃

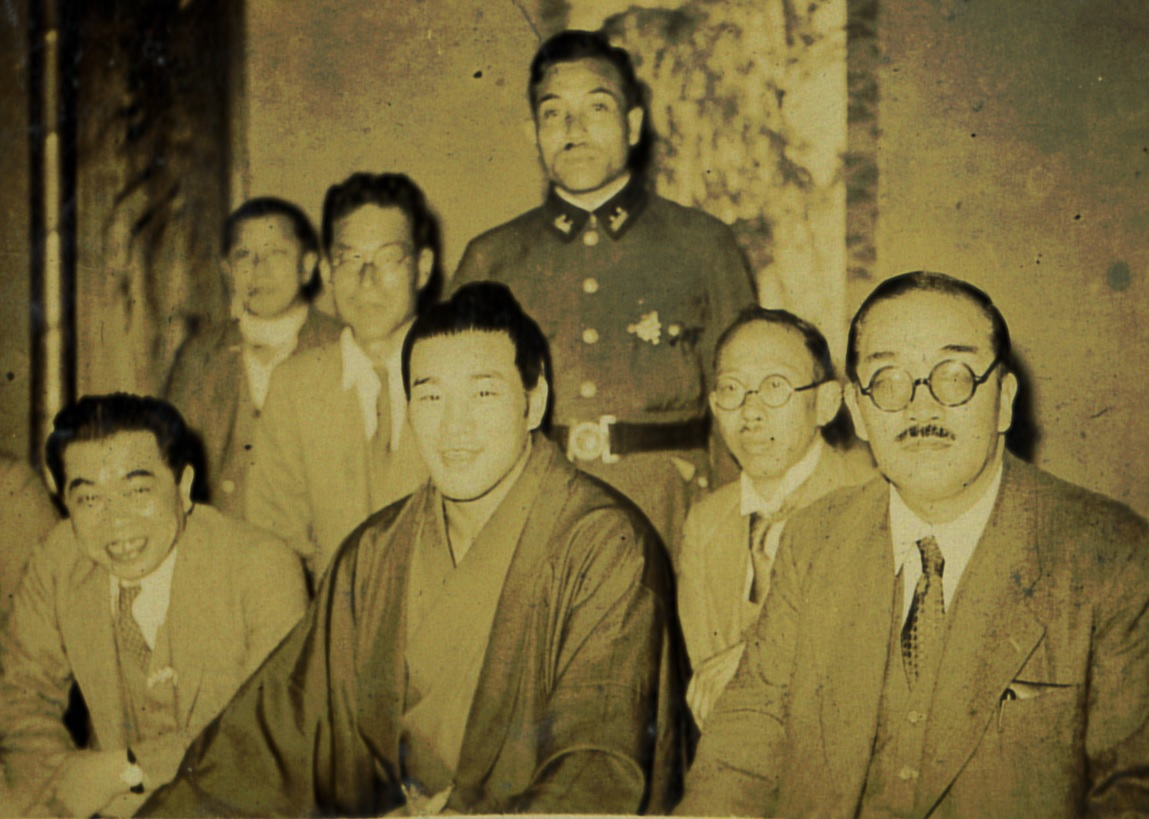
地元の後援者らと　後列中央は後援会長の晴山福一郎

柏戸 秀剛（かしわど ひでたけ、1918年5月3日 - 1982年12月11日）は、岩手県九戸郡種市町（現・洋野町）出身で伊勢ノ海部屋(当初は 春日山部屋、後に錦島部屋)に所属した大相撲力士。本名は佐々木 秀剛（ささき ひでたけ）。最高位は東前頭筆頭（1947年6月場所）。現役時代の体格は身長186cm、体重96kg。得意手は右四つ、吊り、上手投げ。
現役時代よりも、年寄として日本相撲協会の発展に尽力したことで業績を上げたことや、横綱・柏戸剛の師匠として名を知られる。

## 来歴
久慈農林学校（後の久慈農林高等学校、現・久慈東高等学校）相撲部で活躍し、卒業後に春日山部屋に入門、1936年5月場所に初土俵を踏む。初めて番付に就いた1937年5月場所には序ノ口で全勝優勝、その後もすべて勝ち越しで1940年1月場所に新十両、翌場所には師匠の名を継いで藤ノ川と名乗り、十両でもすべて勝ち越し、1941年5月場所に新入幕を果たした。1942年5月場所からは、部屋を再興した伊勢ノ海親方について伊勢ノ海部屋に移籍し、四股名も伊勢ノ海部屋ゆかりの柏戸（10代目）と改める。
長身を生かした吊りや投げを得意としたが、終始体重が100kgを越すことがなく、軽量力士であったことが、三役昇進を阻み、最高位が前頭筆頭にとどまった。しかし、1943年1月場所には8日目に新横綱の安藝ノ海に初黒星をつけるなど、上位力士をしばしば苦しめた。美男力士として人気があった。
伊勢ノ海親方の死去に伴い、1946年からは錦島部屋に所属し、時津風一門に合流することになった（ただ、部屋を合同したわけではないので、伊勢ノ海部屋の力士と時津風部屋の力士とは、系統別総当たり制の時代でも対戦した）。1949年1月場所限りで引退、年寄・伊勢ノ海を襲名して独立、伊勢ノ海部屋を再興した。親方としては、横綱・柏戸、関脇・藤ノ川を育て、伊勢ノ海部屋の位置を確固としたものとしたが、特筆されることは協会監事・理事として、ソ連公演、中国公演の実現に尽力したことで、〈角界のキッシンジャー〉と呼ばれることもあった。またテレビ中継初期の解説者を務めるなど、頭脳明晰な人物であった。定年を目前にして1982年12月11日肺がんで死去、64歳没。部屋は藤ノ川が継承し、同年12月28日には日本相撲協会葬が執り行われた。墓所は横浜市久保山墓地。

## 主な成績
- 通算成績：136勝135敗6休 勝率.502
- 幕内成績：82勝108敗6休 勝率.432
- 現役在位：26場所
- 幕内在位：16場所
- 金星：4個（安藝ノ海2個・照國2個）
- 優勝旗手・三賞：ともになし
- 各段優勝：序ノ口優勝1回（1937年5月場所）

### 場所別成績
| 1936年 （昭和11年） | x                       | （前相撲）              | x                |
| 1937年 （昭和12年） | （前相撲）              | 東序ノ口17枚目 優勝 7–0 | x                |
| 1938年 （昭和13年） | 東序二段4枚目 5–2       | 西三段目17枚目 6–1      | x                |
| 1939年 （昭和14年） | 東幕下27枚目 4–3        | 東幕下13枚目 5–3        | x                |
| 1940年 （昭和15年） | 西十両13枚目 9–6        | 西十両7枚目 10–5        | x                |
| 1941年 （昭和16年） | 東十両筆頭 8–7          | 西前頭17枚目 8–7        | x                |
| 1942年 （昭和17年） | 東前頭8枚目 7–8         | 東前頭9枚目 8–7         | x                |
| 1943年 （昭和18年） | 西前頭3枚目 8–7 ★       | 東前頭3枚目 4–11        | x                |
| 1944年 （昭和19年） | 西前頭8枚目 8–7 ★       | 東前頭7枚目 6–4         | 東前頭4枚目 4–6  |
| 1945年 （昭和20年） | x                       | 西前頭3枚目 4–3         | 西前頭筆頭 4–6 ★ |
| 1946年 （昭和21年） | x                       | x                       | 西前頭3枚目 7–6  |
| 1947年 （昭和22年） | x                       | 東前頭筆頭 5–5 ★        | 東前頭筆頭 3–8   |
| 1948年 （昭和23年） | x                       | 東前頭8枚目 1–10        | 東前頭19枚目 5–6 |
| 1949年 （昭和24年） | 東前頭19枚目 引退 0–7–6 | x                       | x                |
| 各欄の数字は、「勝ち-負け-休場」を示す。 優勝 引退 休場 十両 幕下 三賞：敢=敢闘賞、殊=殊勲賞、技=技能賞 その他：★=金星 番付階級：幕内 - 十両 - 幕下 - 三段目 - 序二段 - 序ノ口 幕内序列：横綱 - 大関 - 関脇 - 小結 - 前頭（「#数字」は各位内の序列） |                         |                         |                  |

### 幕内対戦成績
| 力士名       | 勝数 | 負数 | 力士名 | 勝数 | 負数 | 力士名   | 勝数 | 負数 | 力士名 | 勝数 | 負数 |
| ------------ | ---- | ---- | ------ | ---- | ---- | -------- | ---- | ---- | ------ | ---- | ---- |
| 愛知山       | 1    | 0    | 青葉山 | 1    | 0    | 安藝ノ海 | 2    | 3    | 東冨士 | 1    | 3    |
| 綾昇         | 1    | 2    | 綾若   | 0    | 1    | 五ツ海   | 3    | 3    | 梅錦   | 1    | 1    |
| 大岩山(羽衣) | 1    | 2    | 大起   | 0    | 2    | 大ノ海   | 0    | 2    | 大ノ森 | 2    | 1    |
| 笠置山       | 3    | 2    | 鹿嶋洋 | 3    | 2    | 九州山   | 4    | 0    | 清恵波 | 0    | 1    |
| 清美川       | 0    | 4    | 九州錦 | 0    | 1    | 国登     | 0    | 1    | 高津山 | 1    | 1    |
| 相模川       | 0    | 6    | 櫻錦   | 3    | 7    | 汐ノ海   | 3    | 6    | 四海波 | 1    | 1    |
| 鯱ノ里       | 1    | 0    | 信州山 | 1    | 1    | 神東山   | 3    | 0    | 大邱山 | 0    | 1    |
| 武ノ里       | 1    | 0    | 竹旺山 | 1    | 0    | 千代ノ山 | 0    | 2    | 照國   | 3(1) | 5    |
| 出羽湊       | 0    | 3    | 栃錦   | 0    | 1    | 十三錦   | 2    | 0    | 豊嶋   | 1    | 6    |
| 名寄岩       | 1    | 1(1) | 羽黒山 | 0    | 1    | 羽嶋山   | 0    | 2    | 肥州山 | 3    | 2    |
| 備州山       | 3    | 2    | 広瀬川 | 2    | 0    | 藤ノ里   | 2    | 0    | 二瀬川 | 0    | 2    |
| 二瀬山       | 0    | 1    | 前田山 | 1    | 4    | 増位山   | 2(1) | 4    | 松ノ里 | 2    | 2    |
| 緑國         | 0    | 2    | 緑嶋   | 0    | 3    | 男女ノ川 | 0    | 1    | 三濱洋 | 1    | 0    |
| 陸奥ノ里     | 6    | 0    | 八方山 | 3    | 3    | 山口     | 0    | 1    | 倭岩   | 1    | 0    |
| 大和錦       | 1    | 1    | 龍王山 | 3    | 0    | 両國     | 3    | 0    | 若瀬川 | 3    | 4    |
| 若葉山       | 0    | 1    |        |      |      |          |      |      |        |      |      |

## 改名歴
- 藤川 秀剛（ふじかわ ひでたけ）1936年5月場所 - 1940年1月場所[1]
- 藤ノ川 秀剛（ふじのかわ ひでたけ）1940年5月場所 - 1942年1月場所[1]
- 柏戸 大五郎（かしわど だいごろう）1942年5月場所 - 1945年11月場所[1]
- 柏戸 秀剛（かしわど ひでたけ）1946年11月場所 - 1949年1月場所

## 年寄変遷
- 伊勢ノ海 裕丈（いせのうみ ひでたけ）1949年1月 - 1982年12月